# La Vespière-Friardel
La Vespière-Friardel is een gemeente in het Franse departement Calvados in de regio Normandië. De gemeente is op 1 januari 2016 ontstaan door de fusie van de gemeenten La Vespière en Friardel. La Vespière-Friardel telde op 1 januari 2022 1.181 inwoners.

## Geografie
De oppervlakte van La Vespière-Friardel bedroeg op 1 januari 2022 18,04 vierkante kilometer; de bevolkingsdichtheid was toen 65,5 inwoners per km².
De onderstaande kaart toont de ligging van La Vespière-Friardel met de belangrijkste infrastructuur en aangrenzende gemeenten.

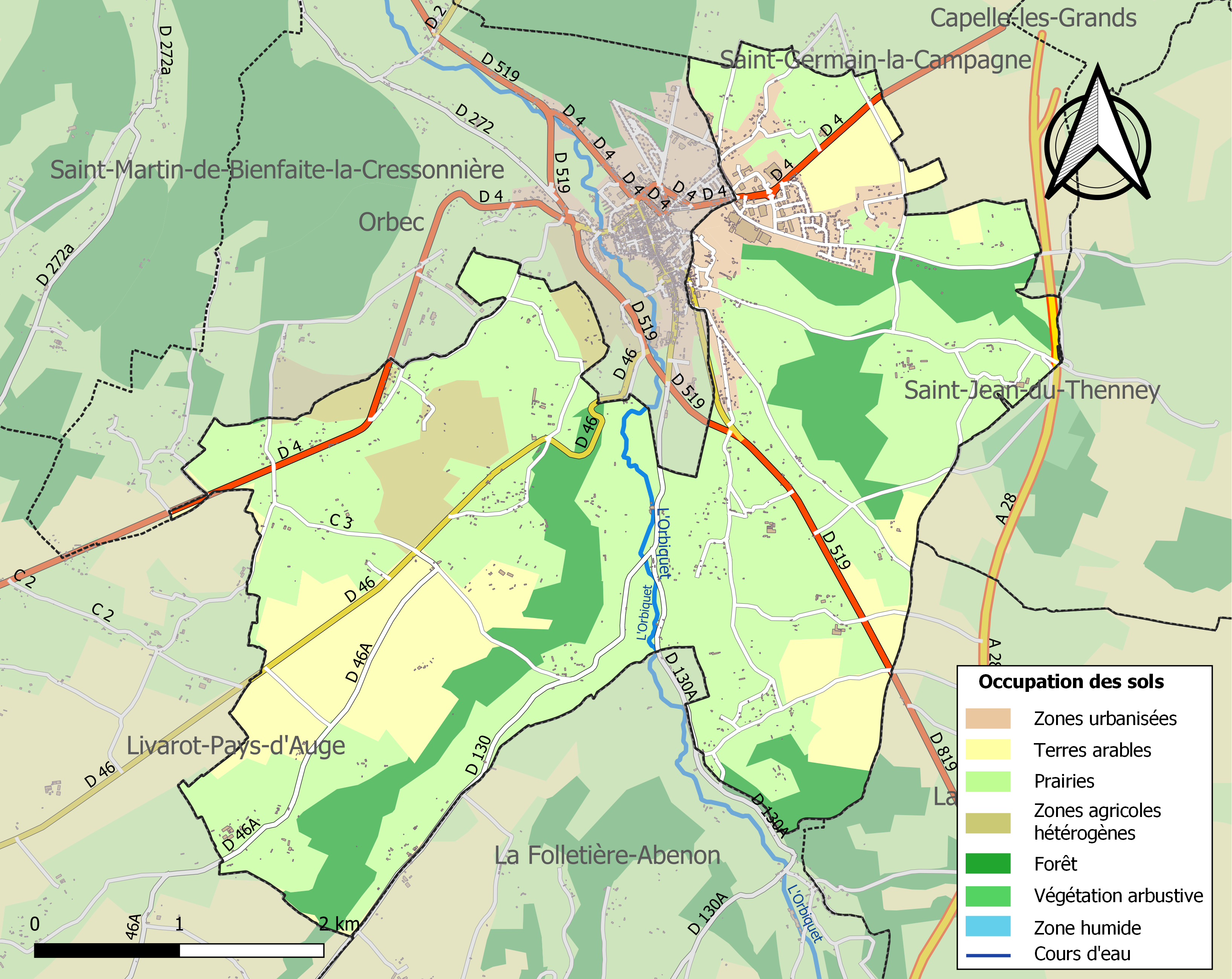